# Tomintoul
Tomintoul (Tom an t-Sabhail in lingua gaelica scozzese) è una località della Scozia, situata nell'area di consiglio del Moray.